# Viola pygmaea
Viola pygmaea là một loài thực vật có hoa trong họ Hoa tím. Loài này được Juss. ex Poir. miêu tả khoa học đầu tiên năm 1808.